# Rockies du Colorado
Pour l'ancienne équipe de hockey de la LNH, voir Rockies du Colorado (LNH).

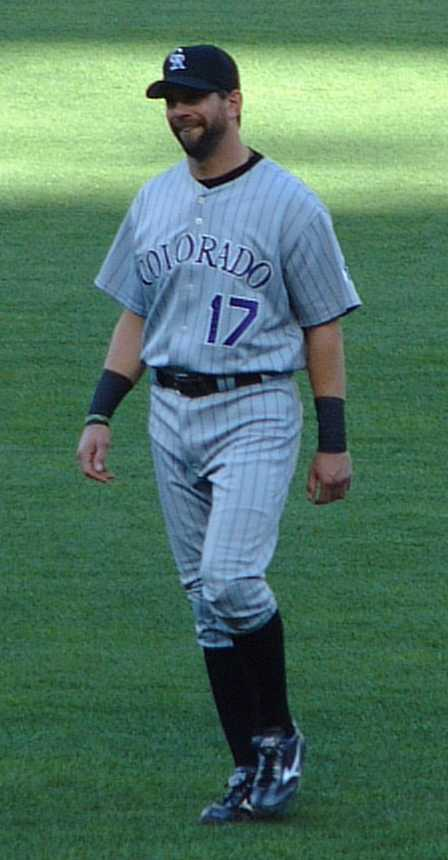
Todd Helton.

Les Rockies du Colorado (Colorado Rockies en anglais) sont une franchise de baseball des Ligues majeures de baseball située à Denver, Colorado. Ils évoluent dans la division Ouest de la Ligue nationale.

## Palmarès
- Champions de série mondiale : Aucun
- Vainqueurs de la Ligue nationale : 2007
- Titres de division : Aucun
- Meilleur deuxième : 1995, 2007, 2009, 2017, 2018.

## Histoire

### Débuts

Logo alternatif des Rockies du Colorado.

Denver tente, en vain, de se doter d'une franchise de la MLB durant les années 1980. Les Pirates de Pittsburgh sont notamment la cible de ces tractations. À la suite d'une expansion de la Ligue nationale en 1993, les Rockies du Colorado voient finalement le jour. Ils débutent en compétition le 5 avril 1993 contre les Mets de New York  au Shea Stadium. Quatre jours plus tard, les Rockies effectuent leur première sortie à domicile et signent leur premier succès, 11-4 face aux Expos de Montréal. Ce match se tient au Mile High Stadium devant plus de 80 000 spectateurs. Malgré des résultats logiquement décevants, franchise d'expansion oblige, 4 483 350 spectateurs se pressent au stade durant cette saison ; c'est le record du genre dans la MLB.
Après la rencontre du 17 avril 1994 contre les Expos, les Rockies affichent pour la première fois plus de victoires que de défaites (6-5). Ce bon début de saison n'est pas confirmé, et la franchise passe le reste de la saison avec un bilan négatif, terminant à 53-64.

### Apprentissage au Coors Field
En 1995, les Rockies inaugurent leur nouveau stade : Coors Field. Ils s'y imposent sept fois lors des huit premiers matches disputés. Sur cette lancée, Denver gagne le droit de s'aligner en séries éliminatoires à la suite de sa deuxième place en division ouest avec 77 victoires pour 67 défaites. Face aux Braves d'Atlanta, les Rockies s'inclinent au premier tour des séries par trois victoires à une. Il faut ensuite attendre 2007 pour revoir Denver à un tel niveau.

### Le titre de la Ligue nationale (2007)
En 2007, les Rockies se qualifient pour les séries éliminatoires à l'issue de la saison régulière, après une rencontre d'appui face aux Padres de San Diego, rendue nécessaire par un bilan équivalent de 89 victoires et 73 défaites. Le Colorado s'impose 9-8 lors de la 13e manche. Ils battent ensuite les Phillies de Philadelphie  par trois matches à rien lors des séries de division, avant de remporter la finale de la Ligue nationale en s'imposant sur les Diamondbacks de l'Arizona  4-0. Ils deviennent la première équipe de la Ligue nationale à réaliser l'exploit de balayer ainsi leurs adversaires au cours des deux premiers tours des séries éliminatoires. Cette performance leur permet de disputer la Série mondiale pour la première fois de leur histoire. Ils sont balayés par les Red Sox de Boston  après quatre défaites en autant de rencontres.

## Saison par saison
| Saison | Vic.-Déf. | Class.      | Spectateurs | Moyenne | Séries de divisions               | Série de championnat | Série mondiale  |
| ------ | --------- | ----------- | ----------- | ------- | --------------------------------- | -------------------- | --------------- |
| 1993   | 67-95     | 6e NL Ouest | 4 483 350   | 55 350  |                                   |                      |                 |
| 1994   | 53-64     | 3e NL Ouest | 3 281 511   | 57 570  |                                   |                      |                 |
| 1995   | 77-67     | 2e NL Ouest | 3 390 037   | 47 083  | D (1-3) Braves                    |                      |                 |
| 1996   | 83-79     | 3e NL Ouest | 3 891 014   | 48 037  |                                   |                      |                 |
| 1997   | 83-79     | 3e NL Ouest | 3 888 453   | 48 006  |                                   |                      |                 |
| 1998   | 77-85     | 4e NL Ouest | 3 789 347   | 46 782  |                                   |                      |                 |
| 1999   | 72-90     | 5e NL Ouest | 3 481 065   | 42 976  |                                   |                      |                 |
| 2000   | 82-80     | 4e NL Ouest | 3 286 773   | 40 577  |                                   |                      |                 |
| 2001   | 73-89     | 5e NL Ouest | 3 163 821   | 39 059  |                                   |                      |                 |
| 2002   | 73-89     | 4e NL Ouest | 2 740 585   | 33 834  |                                   |                      |                 |
| 2003   | 74-88     | 4e NL Ouest | 2 334 175   | 28 816  |                                   |                      |                 |
| 2004   | 68-94     | 4e NL Ouest | 2 338 071   | 28 865  |                                   |                      |                 |
| 2005   | 67-95     | 5e NL Ouest | 1 914 389   | 23 634  |                                   |                      |                 |
| 2006   | 76-86     | 5e NL Ouest | 2 104 558   | 25 982  |                                   |                      |                 |
| 2007   | 90-73     | 2e NL Ouest | 2 376 250   | 28 978  | V (3-0) Phillies                  | V (4-0) Diamondbacks | D (0-4) Red Sox |
| 2008   | 74-88     | 3e NL Ouest | 2 650 215   | 33 127  |                                   |                      |                 |
| 2009   | 92-70     | 2e NL Ouest | 2 665 080   | 32 902  | D (1-3) Phillies                  |                      |                 |
| 2010   | 83-79     | 3e NL Ouest | 2 875 245   | 35 497  |                                   |                      |                 |
| 2011   | 73-89     | 4e NL Ouest | 2 909 777   | 35 923  |                                   |                      |                 |
| 2012   | 64-98     | 5e NL Ouest | 2 630 458   | 32 475  |                                   |                      |                 |
| 2013   | 74-88     | 5e NL Ouest | 2 793 828   | 34 492  |                                   |                      |                 |
| 2014   | 66-96     | 4e NL Ouest | 2 680 329   | 33 090  |                                   |                      |                 |
| 2015   | 68-94     | 5e NL Ouest | 2 506 789   | 30 948  |                                   |                      |                 |
| 2016   | 75-87     | 3e NL Ouest | 2 602 524   | 32 130  |                                   |                      |                 |
| 2017   | 87-75     | 3e NL Ouest | 2 953 650   | 36 465  | D (8-11) Diamondbacks (Wild Card) |                      |                 |
| 2018   | 91-72     | 2e NL Ouest | 3 015 880   | 37 233  | V (3-1) Cubs (Wild Card)          | D (0-4) Brewers      |                 |
| 2019   | 71-91     | 4e NL Ouest | 2 953 650   | 36 465  |                                   |                      |                 |
| 2020   | 26-34     | 4e NL Ouest | 2 993 244   | 36 954  |                                   |                      |                 |
| Totaux | 2059-2314 |             |             |         |                                   |                      |                 |

## Trophées et honneurs individuels

### Rockies auTemple de la renommée
Joueurs élus principalement pour leurs performances sous le maillot des Rockies.
- Larry Walker, voltigeur (1995-2004)
- Todd Helton, 1re base (1997-2013)

Autres joueurs et managers qui évoluèrent parfois brièvement chez les Rockies.
- Jim Leyland, manager (1999)

### Autres trophées et honneurs
- MVP de la saison (depuis 1911) :
  - Larry Walker (1997)

- Manager de l'année (depuis 1983) :
  - Don Baylor (1995)

- Prix Hank Aaron (depuis 1999) :
  - Todd Helton (2000)

- Recrue de l'année (depuis 1947) :
  - Jason Jennings (2002)

### Numéros retirés
- 17 Todd Helton, 1er base 1997-2013
- 33 Larry Walker, champ droit 1995-2004
- 42 Jackie Robinson, retiré par la MLB

## Managers des Rockies
- Don Baylor (1993-1998)
- Jim Leyland (1999)
- Buddy Bell (2000-2002)
- Clint Hurdle (2002-2009)
- Jim Tracy (2009-2012)
- Walt Weiss (2013-2016)
- Bud Black (2017- )

## Les Rockies dans les médias
La franchise est en contrat depuis sa création avec la station de radio KOA 850 AM. Jeff Kingery assure les commentaires depuis 1993 avec Jack Corrigan.
Drew Goodman, Jeff Huson et George Frazier commentent les matches télévisés des Rockies diffusés sur la chaîne câblée Fox Sports Net Rocky Mountain. En hertzien, les matches sont retransmis de 1993 à 2002 sur KWGN-TV et depuis 2003 sur KTVD.

## Affiliations en ligues mineures
| Niveau | Franchise              | Ligue                         | Ville          | État                   | Affilié depuis |
| ------ | ---------------------- | ----------------------------- | -------------- | ---------------------- | -------------- |
| AAA    | Isotopes d'Albuquerque | Ligue de la côte du Pacifique | Albuquerque    | Nouveau-Mexique        | 2015           |
| AA     | Yard Goats de Hartford | Eastern League                | Hartford       | Connecticut            | 2015           |
| A+     | Indians de Spokane     | Northwest League              | Spokane Valley | Washington             | 2021           |
| A-     | Grizzlies de Fresno    | California League             | Fresno         | Californie             | 2021           |
| Rookie | ACL Rockies            | Arizona Complex League        | Scottsdale     | Arizona                | 1993           |
| Rookie | DSL Colorado           | Dominican Summer League       | Boca Chica     | République dominicaine | 2018           |
| Rookie | DSL Rockies            | Dominican Summer League       | Boca Chica     | République dominicaine | 1997           |